# Polypauropoides monosetosus
Polypauropoides monosetosus är en mångfotingart som beskrevs av Ulf Scheller 1997. Polypauropoides monosetosus ingår i släktet Polypauropoides och familjen Polypauropodidae. Inga underarter finns listade i Catalogue of Life.